# Michael Archer
Pour les articles homonymes, voir Archer (homonymie).
Mikael (Mike) Archer AM, né en 1945 à Sydney, est un zoologiste australo-américain. Il est spécialiste des vertébrés fossiles ou modernes.

## Biographie
Il obtient son Bachelor of Arts en géologie et biologie à l’université de Princeton en 1967 et son doctorat en 1976 à l’université d'Australie-Occidentale. Il commence à travailler au Western Australian Museum de 1967 à 1971. Il est conservateur des mammifères au Queensland Museum de 1972 à 1978. Il enseigne à l’université de Nouvelle-Galles-du-Sud de 1978 à aujourd’hui. Il devient doyen de cet établissement en 2003.
Un minéral, l'archerite, a été nommé en son honneur. Il est en effet le découvreur de la grotte Petrogale où l'archerite a été trouvée.